# ویلیام بینیت
ویلیام بینیت (انگلیسی: William Bennett؛ زادهٔ ۳۱ ژوئیهٔ ۱۹۴۳) یک سیاست‌مدار، نویسنده و روزنامه‌نگار اهل ایالات متحده آمریکا است.